# Enny Mols-de Leeuwe
Engelina de Leeuwe, bekend geworden als Enny Mols-de Leeuwe (Amsterdam, 27 augustus 1898 – Utrecht, 22 november 1982), was een Nederlands actrice.

## Levensloop
Engelina was dochter van Louis de Leeuwe (handelsreiziger en musicus) en Rebecca (Eva) Bamberg, zus van Theo Bamberg. Haar broer Jules de Leeuwe werd psycholoog en was jarenlang filmcriticus en betrokken bij de filmkeuringen. 
Engelina de Leeuwe speelde al 1913 in de film Silvia Silombra en in 1914 in Weergevonden. Dit was in strijd met de regels van de toneelschool, en De Leeuwe werd verwijderd. Op voorspraak van haar grootvader kreeg ze een rolletje bij Willem Royaards. Verder speelde ze bij Jean-Louis Pisuisse en Sylvain Poons. Ze huwde in 1925 met de acteur Jean Mols, die in 1961 overleed, maar zij bleef haar mans naam gebruiken binnen de artiestenwereld, hoewel ze in 1969 trouwde met Paulus Jacobus Maria (Paul) van Alff.
Door de jaren heen heeft ze film, radio en toneel gedaan. Grote bekendheid kreeg ze als "juffrouw Truus van de toiletten", ofwel "de juffrouw van de retirade". Deze wekelijkse radiostrip werd voor haar geschreven door Annie M.G. Schmidt. In radioseizoen 1960/61 speelde zij de rol van Mijnnie Koude in Koek & ei.
In de jaren zestig was zij te zien in Ja zuster, nee zuster van de VARA. Ze had de rol van mevr. Blits en speelde mee in het seizoen van 1968. Van 1966 tot 1968 speelde zij de vrouwelijke hoofdrol van Golde naast de mannelijke hoofdrolspeler door Lex Goudsmit in de rol van Tevje in de Nederlandse vertaling van Fiddler on the Roof, die onder de titel Anatevka 586 maal werd opgevoerd.
In de jaren zeventig heeft ze in bekende televisieseries gespeeld zoals Kunt u mij de weg naar Hamelen vertellen, mijnheer? en Q & Q. In de eerstgenoemde serie had zij de rol van Geerte de theetrol, die wil opklimmen tot oppertrol. Deze 45 afleveringen tellende serie (1972-1976) is grotendeels gewist door de KRO zodat we het niet herhaald kunnen zien. Er is echter wel een compilatie van het derde seizoen bewaard gebleven waarin De Leeuwe te zien is. In het eerste seizoen van Q & Q (1974) speelde zij de hospita van Anthony van Slingerland (Wim Hogenkamp) en in de tweede serie, die in 1975 werd opgenomen en een jaar later werd uitgezonden, had ze een rol als mevr. Fok van het pension Fok van Runkum. 
In de jaren zeventig was zij ook betrokken bij de series Holle bomen en Oebele. Na het tweede seizoen van Q & Q werd het rustiger rond haar. In 1978 werd een interview opgenomen over haar rol in de film Weergevonden, dat later als documentaire op tv werd uitgezonden.
Ze werkte tot het laatst, na een paar jaar uit beeld te zijn geweest. Ze was ridder in de Orde van Oranje-Nassau.